# Михайлов, Анатолий Аркадьевич
Анатолий Аркадьевич Михайлов (14 сентября 1936, Ленинград — 13 июня 2022, Санкт-Петербург) — советский легкоатлет, барьерист, бронзовый призёр XVIII Олимпийских игр (1964), чемпион Европы (1962), бронзовый призёр чемпионата Европы (1958), 14-кратный чемпион СССР (1957—1966), победитель матча СССР — США (1963). Получил звание заслуженного тренера РСФСР и заслуженного мастера спорта СССР (1963). Кавалер Ордена Почёта (1996)

## Биография

### Спортсмен
Выступал в соревнованиях по лёгкой атлетике (барьерный бег) за ДСО «Зенит», «Труд». Мастер спорта СССР (1957).
Тренеры — заслуженные тренеры СССР П. И. Козловский, В. И. Алексеев.
Участвовал в трёх Олимпиадах — 1956, 1960 и 1964 года

### После спорта
В 1965 году окончил Ленинградский институт киноинженеров. С 1966 по 1970 год работал инженером-конструктором Ленинградского оптико-механического объединения. С 1970 года — тренер-преподаватель СДЮСШ при ЛОМО.

### Тренер
Подготовил 2 мастеров спорта международного класса, 16 мастеров спорта, чемпионов, призёров чемпионатов страны Е. Николаеву, В. Калявина, Г. Хаустову, Е. Шакерзанову и других.
Тренировал спортсменов в Легкоатлетической школе высшего спортивного мастерства имени В. И. Алексеева (проспект Раевского, 16).

## Результаты

### Соревнования
| Год  | Соревнования          | Город          | Дата                    | Дистанция              | Результат         | Место | Видео |
| ---- | --------------------- | -------------- | ----------------------- | ---------------------- | ----------------- | ----- | ----- |
| 1957 | Чемпионат             | Москва         | 28 августа — 1 сентября | 110 метров с барьерами | 14,4              | I     |       |
| 1958 | Чемпионат             | Таллин         | 19 июля                 | 110 метров с барьерами | 14,4              | I     |       |
| 1958 | Чемпионат (командный) | Тбилиси        | 28 октября — 2 ноября   | 110 метров с барьерами | 14,0              | 1     |       |
| 1958 | Чемпионат (командный) | Тбилиси        | 28 октября — 2 ноября   | 200 метров с барьерами | 23,5              | 2     |       |
| 1959 | Спартакиада           | Москва         | 9—14 августа            | 110 метров с барьерами | 14,2              | I     |       |
| 1959 | Спартакиада           | Москва         | 9—14 августа            | 200 метров с барьерами | 24,0              | II    |       |
| 1960 | Чемпионат             | Москва         | 15—18 июля              | 110 метров с барьерами | 13,8              | I     |       |
| 1961 | Чемпионат             | Тбилиси        | 3—9 октября             | 110 метров с барьерами | 13,7              | I     |       |
| 1961 | Чемпионат             | Тбилиси        | 3—9 октября             | 200 метров с барьерами | 23,2              | I     |       |
| 1961 | Чемпионат             | Тбилиси        | 3—9 октября             | Эстафета 4×100 метров  | 40,7              | I     |       |
| 1962 | Чемпионат             | Москва         | 11—13 августа           | 110 метров с барьерами | 14,0              | I     |       |
| 1963 | Спартакиада           | Москва         | 11 августа              | 110 метров с барьерами | 14,1              | I     |       |
| 1963 | Спартакиада           | Москва         | 15 августа              | Эстафета 4×100 метров  | 40,7 (41,2)       | II    |       |
| 1964 | Чемпионат             | Киев           | 27—30 сентября          | 110 метров с барьерами | 13,8              | I     |       |
| 1964 | Чемпионат             | Киев           | 27—30 сентября          | 200 метров с барьерами | 23,3              | II    |       |
| 1965 | Чемпионат             | Алма-Ата       | 14—17 октября           | 110 метров с барьерами | 13,8              | I     |       |
| 1965 | Чемпионат             | Алма-Ата       | 14—17 октября           | 200 метров с барьерами | 23,1              | III   |       |
| 1966 | Чемпионат             | Днепропетровск | 12—14 августа           | 110 метров с барьерами | 14,0              | I     |       |
| 1967 | Спартакиада           | Москва         | 30 июля                 | 110 метров с барьерами | 14,1 (14,5; 14,4) | I     |       |

1. ↑  Состав команды Ленинграда: Эдвин Озолин, Виталий Кунарёв, Анатолий Михайлов, Николай Политико
2. ↑  Состав команды Ленинграда: Анатолий Михайлов, Борис Савчук, Эдвин Озолин, Николай Политико

## Смерть
Скончался 13 июня 2022 года в Санкт-Петербурге.